# La maschera di Fu Manciu
La maschera di Fu Manciu è un film del 1932 diretto da Charles Brabin con la collaborazione di Charles Vidor e con Boris Karloff nel ruolo del diabolico dottor Fu Manchu, il personaggio creato dalla penna di Sax Rohmer.
La trama è incentrata sulla ricerca della leggendaria tomba di Gengis Khan in cui si trova anche la sua spada.

## Produzione
Il film fu prodotto dalla Cosmopolitan Productions per la MGM e la Loew's con un budget stimato di 327 627 dollari. La produzione durò dal 6 agosto al 21 ottobre 1932.

## Distribuzione
Distribuito dalla MGM, il film uscì nelle sale cinematografiche degli Stati Uniti il 5 novembre 1932 con il titolo originale The Mask of Fu Manchu. In Italia, venne tradotto con La maschera di Fu Manciu.
Il film incassò nei soli USA 377 000 dollari cui vanno aggiunti 248 000 della distribuzione estera.